# 福田 (名古屋市)
福田（ふくた）は、愛知県名古屋市港区の地名。現行行政地名は福田一丁目及び福田二丁目。また、戸田川の一部に南陽町大字福田が残存している。住居表示未実施。

## 地理
名古屋市港区の北西部に位置し、東に船頭場と小賀須、西に八百島、南に知多、北に中川区江松と接する。

## 歴史

### 沿革
- 1640年（寛永17年） - 鬼頭景義の先導により東福田新田を干拓[1]。
- 1872年（明治5年）1月 - 東海道のルートが熱田から福田を経て前ケ須新田（現在の弥富市）を通る新道[注釈 1]に変更される[1]。
- 1884年（明治17年）8月11日 - 福田新田が東福田村と西福田村に分割され、海東郡東福田村が成立[2]。
- 1889年（明治22年）10月1日 - 海東郡東福田村が同郡福田村となる[2]。
- 1906年（明治39年）7月1日 - 合併に伴い、海東郡南陽村大字福田となる[2]。
- 1913年（大正2年）7月1日 - 海部郡成立に伴い、同郡南陽村大字福田となる[2]。
- 1928年（昭和3年）7月10日 - 南陽村大字江松の全域を編入する[注釈 2][2]。
- 1949年（昭和24年）6月1日 - 町制施行に伴い、海部郡南陽村大字福田となる[2]。
- 1955年（昭和30年）10月1日 - 名古屋市編入に伴い、同市港区南陽町大字福田となる[2]。
- 1988年（昭和63年）11月27日 - 一部が七反野・知多・小賀須・船頭場・福田・八百島・東蟹田にそれぞれ編入される[2]。同時に福田一丁目および福田二丁目が成立[2]。

このほか、西蟹田・春田野一丁目から同三丁目・東茶屋一丁目・西茶屋一丁目・秋葉一丁目・大西一丁目および大西二丁目にそれぞれ編入されている。

## 世帯数と人口
2019年（平成31年）3月1日現在の世帯数と人口は以下の通りである。
| 丁目       | 世帯数  | 人口    |
| ---------- | ------- | ------- |
| 福田一丁目 | 252世帯 | 598人   |
| 福田二丁目 | 213世帯 | 485人   |
| 計         | 465世帯 | 1,083人 |

### 人口の変遷
国勢調査による人口の推移
| 1995年（平成7年）  | 1,121人 | [ WEB 6 ]  |  |
| 2000年（平成12年） | 1,130人 | [ WEB 7 ]  |  |
| 2005年（平成17年） | 1,086人 | [ WEB 8 ]  |  |
| 2010年（平成22年） | 1,045人 | [ WEB 9 ]  |  |
| 2015年（平成27年） | 1,061人 | [ WEB 10 ] |  |

## 学区
市立小・中学校に通う場合、学校等は以下の通りとなる。また、公立高等学校に通う場合の学区は以下の通りとなる。
| 丁目       | 番・番地等 | 小学校               | 中学校               | 高等学校 |
| ---------- | ---------- | -------------------- | -------------------- | -------- |
| 福田一丁目 | 全域       | 名古屋市立福田小学校 | 名古屋市立南陽中学校 | 尾張学区 |
| 福田二丁目 | 全域       | 名古屋市立福田小学校 | 名古屋市立南陽中学校 | 尾張学区 |

## 交通
- 愛知県道106号鳥ヶ地名古屋線

## 施設
- 福田東公園

福田二丁目に所在。1973年（昭和48年）8月20日供用開始。

## その他

### 日本郵便
- 郵便番号 : 455-0887[WEB 3]（集配局：名古屋港郵便局[WEB 14]）。